# El Xàfec
El Xàfec fou una revista satírica dedicada a fets i personatges locals que s'edità a la Garriga (el Vallès Oriental) entre els anys 1914 i 1916.
El format fou sovint de dos fulls quinzenals, tot i que a voltes esdevingué mensual. El primer número eixí el dia 5 d'abril del 1914 i el darrer el 2 d'abril del 1916. Se n'arribaran a editar 39 números i tingué un to polític més aviat esquerrà. Argumentava el seu nom amb la voluntat de regenerar l'ambient polític i social del poble. Un dels seus col·laboradors fou el dibuixant i caricaturista Andreu Dameson i Aspa, més tard fill il·lustre de la població.